# Live in London (Zeal & Ardor)
Live in London è il primo album dal vivo del gruppo musicale svizzero Zeal & Ardor, pubblicato il 22 marzo 2019 dalla Radicalis e dalla MVKA.

## Descrizione
Contiene il concerto registrato all'Electric Ballroom di Londra avvenuto nel dicembre dell'anno precedente, durante il quale sono stati eseguiti gran parte dei brani tratti dai due album Devil Is Fine e Stranger Fruit. Durante il concerto il gruppo ha proposto anche quattro brani inediti: We Never Fall, Hold Your Head Low (la cui versione studio sarebbe poi stata incisa per Zeal & Ardor del 2021), Cut Me e Baphomet, l'ultimo dei quali reso disponibile per l'ascolto nel febbraio 2019.

## Tracce
Testi e musiche di Manuel Gagneux.
1. Sacrilegium I – 2:10
2. In Ashes – 3:43
3. Servants – 3:37
4. Come on Down – 3:27
5. Blood in the River – 3:47
6. Row Row – 3:36
7. You Ain't Coming Back – 3:28
8. We Never Fall – 3:58
9. Waste – 3:29
10. Fire of Motion – 2:39
11. Hold Your Head Low – 4:55
12. Ship on Fire – 4:13
13. Stranger Fruit – 3:43
14. Cut Me – 2:58
15. Coagula – 1:46
16. Gravedigger's Chant – 3:26
17. Children's Summon – 3:15
18. Built on Ashes – 4:35
19. We Can't Be Found – 5:23
20. Don't You Dare – 4:12
21. Devil Is Fine – 3:53
22. Baphomet – 3:14

## Formazione
Gruppo
- Tiziano Volante – chitarra
- Marc Obrist – cori
- Mia Rafaela Dieu – basso
- Denis Wagner – cori
- Marco von Allmen – batteria
- Manuel Gagneux – voce, chitarra

Produzione
- Kurt Ballou – missaggio
- Alan Douches – mastering
- Marc Obrist – registrazione
- Manuel Gagneux – copertina
- Noé Herrmann – copertina
- Marco von Allmen – fotografia